# Tom Schneeman
Thomas „Tom“ Schneeman (* 11. Dezember 1942; † 11. Februar 2021) war ein US-amerikanischer Basketballtrainer. Er arbeitete unter anderem bei den deutschen Vereinen BG Steiner Bayreuth, Rhöndorfer TV und Mitteldeutscher BC.

## Laufbahn
Schneeman arbeitete in den Vereinigten Staaten zunächst als Basketballtrainer an High Schools, dann als Assistenztrainer der Mannschaften an der Washington State University sowie an der University of Detroit, als Cheftrainer der Seattle University.
1982 wurde er Trainer des deutschen Bundesligisten USC Bayreuth und führte die Mannschaft 1982/83 in der Meisterschaft auf den fünften Rang sowie ins Viertelfinale des Europapokalwettbewerbs Korac-Cup, was seinerzeit einer Sensation glich.
Zur Saison 1983/84 wechselte Schneeman zu Murray BC Edinburgh nach Schottland und war 1984 zudem als Cheftrainer der britischen Nationalmannschaft tätig. Die Nationalmannschaft betreute er unter anderem während der Ausscheidungsrunde für die Olympischen Sommerspiele 1984. Unter Schneemans Leitung kamen die Briten zu drei Siegen aus neun Spielen und verpassten damit die Qualifikation für Olympia. Nach einem Jahr kehrte er nach Bayreuth zurück. Der Verein war mittlerweile in BG Steiner Optik umbenannt worden und spielte nach dem Abstieg 1984 in der 2. Bundesliga. Schneeman konnte auf Spieler wie Calvin Oldham, Georg Kämpf und Mike Boyle bauen, er führte Bayreuth in der Saison 1984/85 zum sofortigen Wiederaufstieg und als Zweitligist ins Finale des DBB-Pokals. In der Bundesliga-Saison 1985/86 erreichte die BG Steiner unter Schneemans Leitung den dritten Platz und kam wieder ins Pokalendspiel, musste sich dort aber erneut geschlagen geben. Während eines Spiels gegen Osnabrück im Jahr 1986 ließ sich Schneeman auf der Bayreuther Bank von seiner Frau vertreten, da er selbst aufgrund von Schiedsrichterbeleidigung eine Sperre von drei Partien erhalten hatte. Schneeman nahm auf der gegenüberliegenden Spielfeldseite Platz und verständigte sich mit seiner Frau per Zeichensprache. Das Spiel wurde mit 97:63 gewonnen. Seine zweite Bayreuther Amtszeit endete nach dem Saisonende 1985/86.
Schneeman arbeitete in der Folge wieder in den USA, unter anderem als Cheftrainer der Mississippi Jets (1988) und Wichita Falls Texans (1988 bis 1990) in der Continental Basketball Association (CBA).
Im Januar 1992 trat er seine dritte Bayreuther Amtszeit an, vermochte die Mannschaft aber nicht vor dem Abstieg aus der Bundesliga zu bewahren. In der Zweitligasaison 1992/93 marschierte die Mannschaft unter Schneemans Leitung mit 32 Siegen bei nur vier Niederlagen durch die Südstaffel der 2. Bundesliga und feierte die Rückkehr in die Bundesliga. In der Saison 1993/94 führte Schneeman die BG Steiner ins Playoff-Viertelfinale, nach dem Saisonende kam es zur Trennung. Ab 1994 trainierte er den deutschen Zweitligisten Weiden. Im September 1994 bewarb er sich für die offene Stelle als Bundestrainer der deutschen Nationalmannschaft, wurde jedoch nicht genommen.
Zwischen 1996 und 1998 war Schneeman Cheftrainer des Rhöndorfer TV in der Bundesliga. In der Saison 1996/97 führte er die Mannschaft in der Bundesliga-Punktrunde auf den zweiten Rang, im Playoff-Viertelfinale schied man gegen den Nachbarn Bonn aus. 1997/98 wurde der fünfte Rang erreicht, wieder kam das Saisonende im Viertelfinale, diesmal gegen Trier. Mit Richard Morton und Steven Key verfügte Schneeman in Rhöndorf über zwei damals überragende Spieler.
Zur Saison 1999/2000 übernahm er das Traineramt beim Zweitligisten TK Hannover, allerdings wurde die Mannschaft im November 1999 aus finanziellen Gründen vom Spielbetrieb zurückgezogen.
Im November 2000 wurde er Trainer des Zweitligisten Ludwigsburg, beklagte allerdings fehlende professionelle Arbeitsbedingungen und verließ den Verein nach nur einem Spiel wieder.
Im Sommer 2001 wurde Schneeman vom Bundesligisten Mitteldeutscher BC als Cheftrainer verpflichtet, Anfang Dezember 2001 wurde der Amerikaner entlassen, nachdem unter seiner Leitung nur zwei von elf Bundesligapartien gewonnen wurden.
In der Folge trat er unter anderem bei Trainerfortbildungen des russischen Basketball-Verbandes sowie im Rahmen eines FIBA-Projektes in Malawi als Dozent auf. Nach dem Ende seiner Trainerlaufbahn lebte Schneeman in Bayreuth, der Heimatstadt seiner Ehefrau, und war als Trainer im Nachwuchsbereich tätig.

### Trainerstil
Nach Einschätzung von Georg Kämpf, der in Bayreuth für Schneeman spielte, war dieser „mehr ein Lehrer als ein Coach“, den insbesondere ausgezeichnet habe, seine Mannschaften gut vorbereitet zu haben. Schneeman verlangte von seinen Spielern hohe Disziplin und agierte an der Seitenlinie emotional. Er wurde als „fast fanatischer Vertreter seiner Zunft“ beschrieben. Gestikulieren und das Einreden auf die Unparteiischen gehörten zu seinen Merkmalen als Trainer. „Seine Diskussionen mit Schiedsrichtern machten nicht nur technische Fouls zur Gewohnheit, sondern führten auch hin und wieder zum Verweis aus der Halle und sogar einmal zu einer Sperre für drei Spiele“, schrieb der Nordbayerische Kurier in einer Rückschau auf Schneemans Trainerkarriere.
Die Welt berichtete 1996, als Schneeman Trainer in Rhöndorf war: „Wutanfälle wie nach der Niederlage gegen Hagen haben ihm das Image eines Cholerikers eingebracht. Handgestoppte viereinhalb Minuten lang brüllte der 52 Jahre alte Trainer in der Kabine auf seine Spieler ein.“